# Дрексель, Екатерина Мария
Екатери́на Мари́я Дрексель (англ. Katharine Mary Drexel; 26 ноября 1858[…], Филадельфия, Пенсильвания — 3 марта 1955[…], Cornwells Heights-Eddington, Пенсильвания) — святая Римско-Католической Церкви. Выступала против расовой сегрегации в США. Для защиты прав индейцев, афроамериканцев и распространения Евангелия основала женскую монашескую конгрегацию «Сёстры Святого Причастия». Является второй американской святой (первой была Анна Сетон). Почитается в Католической Церкви как покровительница угнетённых расовых и национальных меньшинств, а также благотворителей.

## Жизнеописание
Екатерина Мария Дрексель была второй дочерью банкира, после смерти которого она получила значительное наследство. Будучи молодой девушкой, она посетила Западные штаты США, где увидела нищету и бедность коренных американцев — индейцев, что вдохновило её в 1887 году основать для них начальную школу св. Екатерины в Санта-Фе, Нью-Мексико.
Во время посещения в Риме римского папы Льва XIII просила его направить миссионеров для пастырской работы среди индейцев. Римский папа Лев XIII во время этой встречи дал своё апостольское благословение Екатерине Марии Дрексель заниматься миссионерской деятельностью среди коренных народов, проживающих в США, и среди афроамериканцев.
12 февраля 1891 года она организует женскую конгрегацию «Сёстры Святого Причастия» для работы среди цветных. Основывает многочисленные школы для индейцев в районе реки Миссисипи и для афроамериканцев в южных штатах США, оплачивая строительство этих школ из своего наследства. В 1925 году основала Университет в Новом Орлеане. Кроме этого строит многочисленные часовни, церкви и монастыри для членов основанной ею женской конгрегации во всех частях США.
В 1935 году она перенесла сердечный приступ и из-за серьёзной болезни была вынуждена оставить управление конгрегацией. Умерла 3 февраля 1955 года в возрасте 96 лет в женском монастыре св. Елизаветы в городе Бенсалем (Bensalem), штат Пенсильвания.

## Прославление
Святой Престол признал героические добродетели Екатерины Марии Дрексель в борьбе против расовой сегрегации и социального неравенства среди национальных и расовых меньшинств. 20 ноября 1988 года она была причислена к лику блаженных римским папой Иоанном Павлом II, а 1 октября 2000 года — к лику святых.
День памяти — 3 марта.